# Římskokatolická farnost Horní Sloupnice
Římskokatolická farnost Horní Sloupnice je územním společenstvím římských katolíků v orlickoústeckém vikariátu královéhradecké diecéze.

## O farnosti

### Historie
První písemná zmínka o Sloupnici je z roku 1292. Vesnice patřila do majetku cisterciáků z opatství na Zbraslavi u Prahy. Již tehdy zde zřejmě byla plebánie. Ta byla v roce 1344 vřazena do nově zřízené diecéze se sídlem v Litomyšli. Za husitské revoluce se farnost stala utrakvistickou. Staroutrakvisté spravovali sloupnickou farnost až do roku 1579. Tehdy zakázal majitel panství, Vratislav II. z Pernštejna, obsazování katolických far utrakvistickým duchovenstvem. Hornosloupnická fara pak byla, v důsledku nedostatku katolického duchovenstva, neobsazená až do roku 1711. V uvedeném roce pak byl do farnosti ustanoven Václav Ferdinand Dvorský jako farář.

#### Přehled duchovních správců
- 1711-1725 R.D. Václav Ferdinand Dvorský (prvofarář)
- 1725-1735 R.D. Jakub Kodym (farář)
- 1735-1767 R.D. František Benedikt Brouček (farář)
- 1767-1781 R.D. František Leopold Hartmann (farář)
- 1781-1811 R.D. Jan Nepomuk Prokop Hradecký (farář)
- 1811-1817 R.D. Jakub Ignác Vlach (farář)
- 1817-1827 R.D. Josef Vajda (farář)
- 1827-1855 R.D. Jan Buřval (farář)
- 1855-1875 R.D. Jan Křtitel Alois Dreml (1855-1857 administrátor, pak farář)
- 1876-1890 R.D. Jan Jelínek (farář)
- 1891-1919 R.D. Josef Klapálek (farář)
- 1919-1938 R.D. Antonín Novák (farář)
- 1938-1988 R.D. Jaroslav Trojan (farář)
- 1988-1998 R.D. Josef Bělohradský (1. 6. 1923 - 8. 5. 1998) (farář)
- 1998-2001 R.D. Mgr. Ivo Kvapil (administrátor)
- 2001-2004 R.D. Karel Macků (administrátor)
- 2004-2005 R.D. Pavel Mistr (administrátor ex currendo z Vysokého Mýta)
- 2005-2017 P. Bernard Jiří Špaček, OP (administrátor + ex currendo České Heřmanice)
- 2017 (srpen-říjen) P. František Beneš, SDB (administrátor)
- 2017-2018 R.D. ThLic. Vladislav Brokeš, PhD. (administrátor ex currendo z Ústí nad Orlicí)
- od 1. 1. 2019 R.D. ThLic. RNDr. Tomáš Reschel (administrátor + ex currendo České Heřmanice)

### Současnost
Farnost má sídelního duchovního správce, který zároveň spravuje ex currendo sousední farnost České Heřmanice.
| Kostel                                 | Místo           | Bohoslužba                         | Bohoslužba            | Poznámka        |
| -------------------------------------- | --------------- | ---------------------------------- | --------------------- | --------------- |
| Kostel sv. Mikuláše                    | Horní Sloupnice | neděle pondělí středa pátek sobota | 9.15 7.00 18:00 18.00 | farní kostel    |
| Kostel Panny Marie, Pomocnice křesťanů | Vlčkov          | 1. neděle v měsíci                 | 10.30                 | filiální kostel |